# Musée de la mode et du textile
Musée de la mode et du textile (Muzeum módy a textilu) je muzeum v Paříži. Nachází se v 1. obvodu v ulici Rue de Rivoli č. 107 v jednom z křídel paláce Louvre. Muzeum je připojeno k musée des arts décoratifs a specializuje se na dějiny textilií, módy a haute couture.

## Historie
Již od svého otevření v roce 1905 mělo musée des arts décoratifs rozsáhlou sbírku textilu (oděvy, krajky, výšivky...), která byla neustále rozšiřována soukromými dary.
V roce 1948 byla založena Francouzská umie oděvního umění (Union française des arts du costume), která otevřela specializované muzeum věnované módě a textilu.
V roce 1981 UFAC podepsala smlouvu s Ústřední unií dekorativního umění (Union centrale des arts décoratifs), ve které obě instituce spojily své sbírky, které byly v roce 1986 představeny v pavilonu Marsan v Louvru.
Prostory muzea byly přestavěny v roce 1997. V křídle Rohan paláce Louvre jsou vyhražena dvě podlaží o celkové ploše 9 000 m2, z čehož 1500 m2 tvoří výstavní sály.

## Sbírky
Sbírky zahrnují přes 81 000 exponátů, jako 16 000 obleků, 35 000 módních doplňků a 30 000 kusů textilu. Předměty dokumentují dějiny evropského odívání od 17. století a vývoj textilu od 14. století do současnosti. V muzeu jsou vystavovány i exponáty z musée des arts décoratifs zahrnující dekorativní umění (výšivky, tapiserie, krajky, hedvábí, textilie s potiskem apod.)
Protože jsou vystavované textilie náchylné na poškození, muzeum nemá stálou expozici, ale organizuje vždy jen dočasné výstavy, které se tematicky obměňují každých šest měsíců.
Vedle historických předmětů muzeum představuje i současnou haute couture významných francouzských i zahraničních módních domů jako jsou Chanel, Christian Dior, Balmain, Azzedine Alaïa, Yves Saint-Laurent, Christian Lacroix, Jeanne Lanvin aj.
Muzejní sbírky jsou pravidelně rozšiřovány soukromými dary, které tvoří 90 % sbírek muzea. Jedná se o soukromníky, návrháře i výrobce.
Součástí muzea je rovněž dokumentační centrum pro výzkumníky a profesionály, ale i pro amatéry. Centrum zajišťuje konzervování a dokumentaci nejvýznamnějších muzejních fondů.